# 以色列国防军历史博物馆
32°03′27″N 34°45′41″E / 32.05750°N 34.76139°E

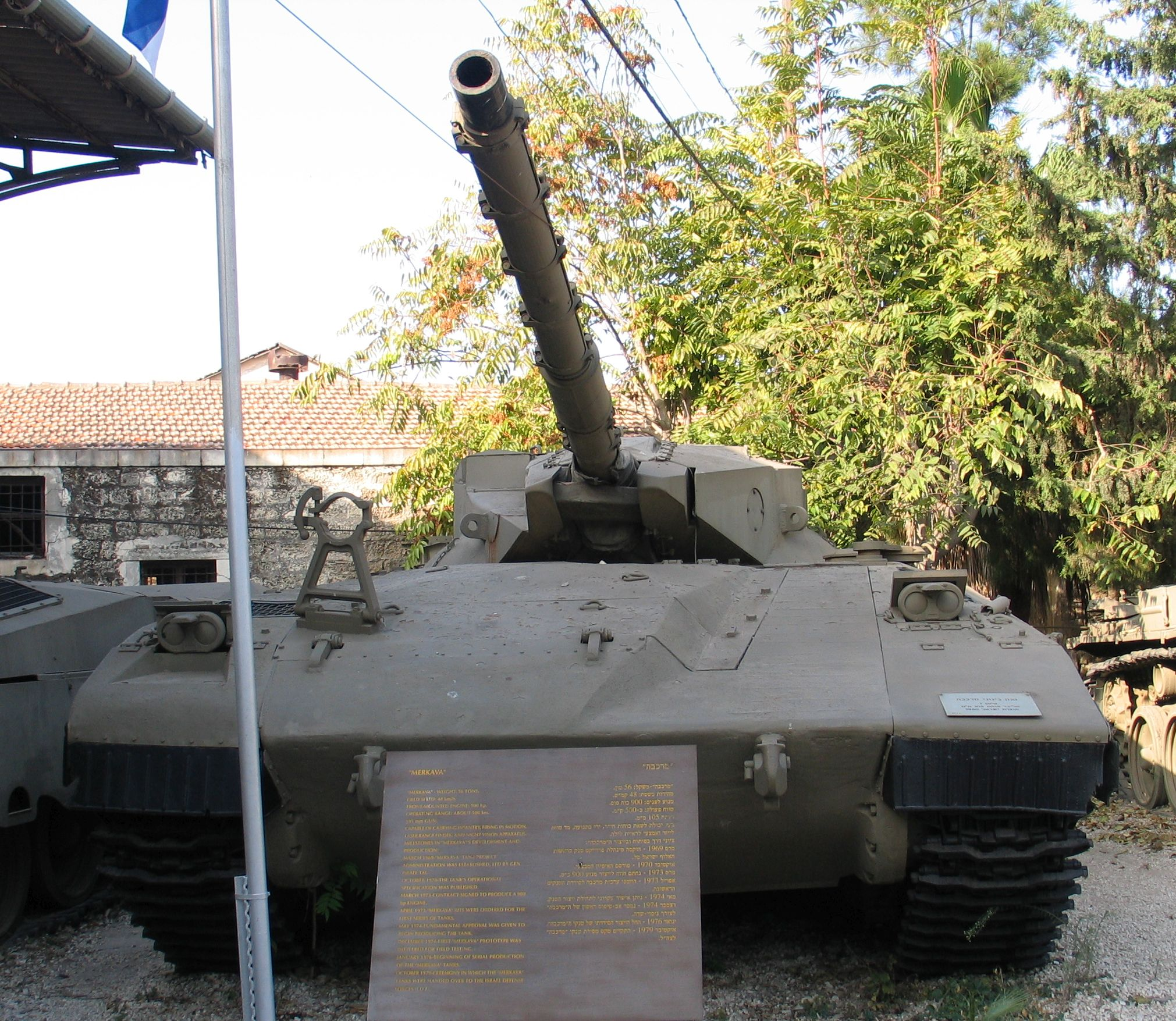
館內展示的梅卡瓦一型主战坦克

以色列国防军历史博物馆（Israel Defense Forces History Museum）是一个展示以色列军事历史的博物馆，位於特拉维夫南部。館內展出了以色列國防軍及立國前的地下武裝所使用的多款武器。

## 外部連結
- The museum on the IMuseum website